# Dmitrovskaja
Dmitrovskaja (Russisch: Дмитровская uitspraakⓘ) is een station aan de Serpoechovsko-Timirjazevskaja-lijn van de Moskouse metro.

## Ontwerp en inrichting
Het station is een pylonenstation op 59 meter diepte, bijzonderheid is hier dat er per perron maar zes doorgangen tussen de middenhal en het perron zijn geboord in plaats van doorgangen tussen alle pylonen. Volgens een versie is dit in verband met de geologische omstandigheden terwijl anderen het toeschrijven aan geldgebrek voor de aankoop van schachtringen. De pylonen en de tunnelwanden zijn bekleed met rood marmer terwijl de vloer en de perrons bestaan uit rood en zwart graniet. De middenhal is alleen aan de noordkant via roltrappen verbonden met een verdeelhal. Aan de zuidkant is een eindwand met een bas-reliëf, van de hand van beeldhouwer F.D. Thebes, dat de verdediging van Moskou in 1941 symboliseert.

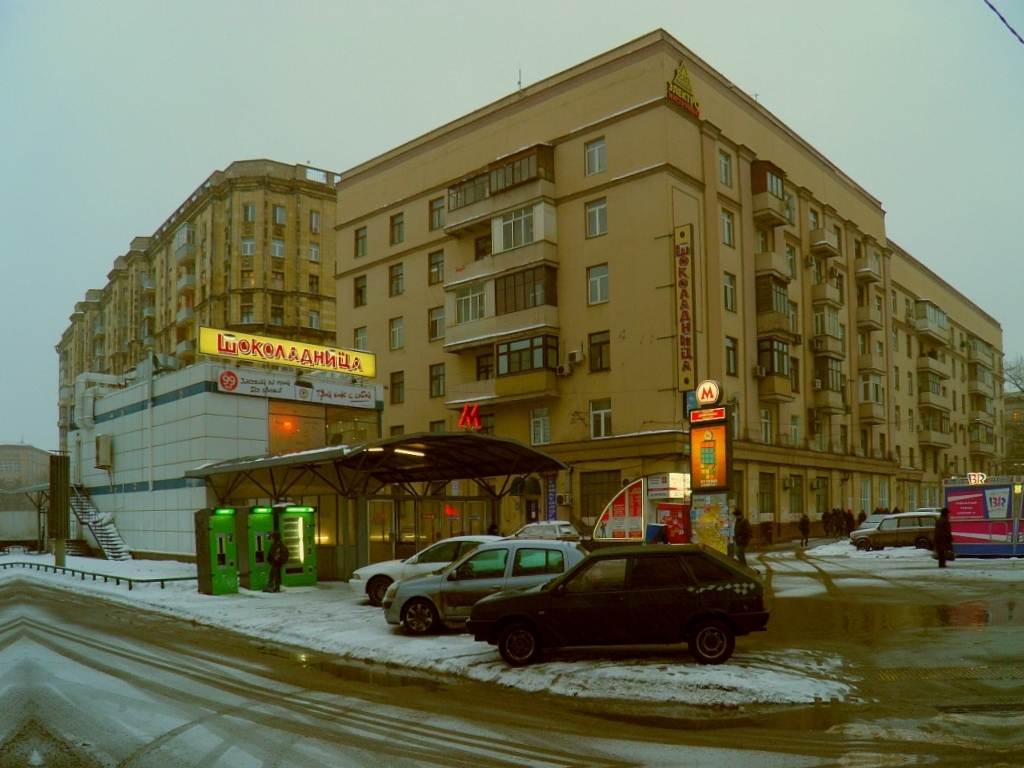
De oostelijke toegang
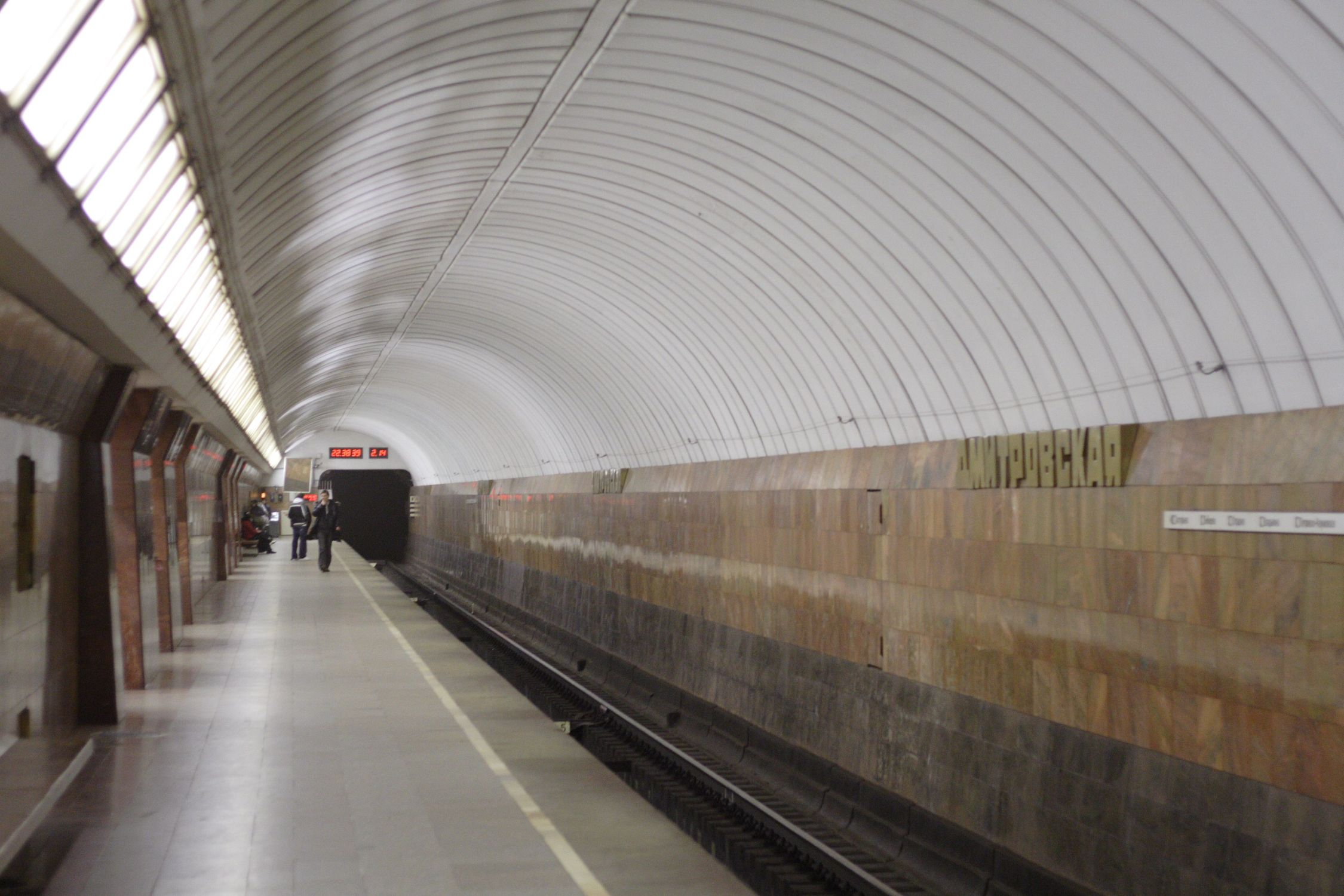
Het perron voor de treinen naar het noorden

## Reizigersverkeer
De verdeelhal is aangesloten op een voetgangerstunnel onder de Boetyrskaja Oelitsa met toegangen aan weerszijden van die straat. Het metrostation ligt bij de kruising van de Rigaspoorweg en de Savjolovskispoorweg. Sinds 21 november 2019 wordt de bovengrondse halte aan de Rigaspoorweg bediend door lijn D2 van het stadsgewestelijk net. In 2021 worden de perrons aan de Savjolovskispoorweg geopend en dan zal ook lijn D1 het station aandoen. In 1999 werden bij het metrostation 38.170 reizigers per dag geteld, in 2002 bedroeg dit 42.100 instappers en 42.300 uitstappers per dag. Reizigers naar het noorden kunnen vanaf 6:02 uur de metro nemen. Richting het centrum kan dit doordeweeks vanaf 5:36 uur en in het weekeinde vanaf 5:39 uur.